# Município de Berne (condado de Fairfield, Ohio)
Localização do Ohio nos E.U.A.
O município de Berne (em inglês: Berne Township) é um município localizado no condado de Fairfield no estado estadounidense de Ohio. No ano 2010 tinha uma população de 5088 habitantes e uma densidade populacional de 44,27 pessoas por km².

## Geografia
O município de Berne encontra-se localizado nas coordenadas 39° 39′ 18″ N, 82° 32′ 45″ O. Segundo a Departamento do Censo dos Estados Unidos, o município tem uma superfície total de 114.92 km², da qual 114.04 km² correspondem a terra firme e (0.76%) 0.88 km² é água.

## Demografia
Segundo o censo de 2010, tinha 5088 pessoas residindo no município de Berne. A densidade de população era de 44,27 hab./km².